# Derek Holland (militant)
 (octobre 2019).
Le contenu est difficilement compréhensible vu les erreurs de traduction, qui sont peut-être dues à l'utilisation d'un logiciel de traduction automatique.
Derek Holland est une figure du nationalisme-révolutionnaire anglais, de nationalité britannique, connue pour son radicalisme catholique.

## Biographie
Holland a été élevé à Huntingdon et essayait déjà de recruter de nouveaux membres au Front national britannique alors qu'il était étudiant au Cambridgeshire College of Art and Technology. Il s’est ensuite rendu à l’École polytechnique de Leicester pour étudier l’histoire et renforcer l’appui à l’organisation déjà établie du Young National Front Student Organization. Aux élections générales de mai 1979, il se présente comme candidat à Cambridge pour le compte du NF, recueillant 311 voix (0,6%). Après ses études, Holland s'associe étroitement à l'aile du soldat politique. L'un des principaux écrivains du parti à une époque où son idéologie évoluait, il collabore régulièrement non seulement à la revue du parti, Nationalism Today, mais est également corédacteur de Rising, une revue nationaliste radicale indépendante du NF et fortement inspirée de Julius Evola et Corneliu Codreanu.
Holland devint l'un des chefs de file de l'aile du soldat politique du parti lorsque son pamphlet, Le Soldat politique, fut publié en 1984. Avec Nick Griffin et Patrick Harrington, il devint en même temps chef de l'Official National Front à la suite de la démission d'Andrew Brons de direction générale en 1984. En 1988, les trois hommes se sont rendus en Libye en tant que représentants officiels du pour une collecte de fonds, bien qu’ils n’aient finalement reçu que des exemplaires du Livre vert.
En 1989, Holland rompit avec Patrick Harrington et rejoignit Michael Fishwick pour suivre Nick Griffin et Roberto Fiore dans l'International Third Position (ITP) après que Harrington eut contacté The Jewish Chronicle pour l'ouverture d'un dialogue. Holland a exprimé ses sympathies pour les groupes antisionistes, dans le cadre de sa philosophie nationaliste, dans le PIT. Il a soutenu les idées de Mouammar Kadhafi et de l’ayatollah Rouhollah Khomeini, qui avait déjà fait la une du National Front News.
La dernière apparition publique de Holland avait eu lieu à un congrès nationaliste suédois en 2002, époque à laquelle il avait vécu dans les Midlands irlandais. Il avait sollicité des subventions auprès du Community Enterprise Board local pour sa participation à la publication proposée de "IHS Books". une adresse différente de celle de son domicile, il n'a pas été vu depuis un certain temps et on ignore où il se trouve aujourd'hui, après la révélation de ses liens avec Nick Griffin., (animé par le Nationaldemokratisk Ungdom, la branche jeunesse des Nationaux-démocrates). Depuis lors, l'ITP semble s'être tourné vers le Front national européen et Holland s'est retirée de toute participation active à la vie politique, bien que ses écrits sur le Soldat politique continuent à circuler parmi les nationalistes radicaux. En 2001, Holland a co-fondé avec John Sharp IHS Books, un éditeur dont le but déclaré était de ramener à la presse des classiques de l’enseignement social catholique, mais qui a été accusé de: connexions fascistes et antisémites.
Holland a reçu un traitement considérable dans ses travaux sur le nationalisme extrémiste européen, dont Fascism: A History de Roger Eatwell (1997) et Black Sun: Aryan Cults, le nazisme ésotérique et la politique de l'identité de Nicholas Goodrick-Clarke (2002). Les écrits hollandais sur le soldat politique figurent également dans Fascism: A Reader, publié par Oxford University Press (1995).